# Vrouw met vlag
Vrouw met vlag is een monument ter nagedachtenis aan slachtoffers van de Tweede Wereldoorlog in Vorden.

## Achtergrond
Het oorlogsmonument wordt bij het Nationaal Comité 4 en 5 mei vermeld als bevrijdingsmonument. Het werk, gemaakt door beeldhouwer Willem Reijers, verbeeldt een vrouw die na de bevrijding de Nederlandse vlag naar buiten draagt. Het oorspronkelijk ontwerp waarin de vlag wordt vastgehouden door een figuratieve, naakte vrouw werd afgekeurd. Reijers kleedde de vrouw daarop in Vordens klederdracht en gaf haar tegelijkertijd meer gestileerd weer. Volgens de oeuvrecatalogus in Reijers' monografie heet het Vrouw met vlag. Het monument werd op 5 mei 1949 onthuld door de heer G.J. Kok.
Van het beeld werden twee kunststenen exemplaren op ware grootte gemaakt, waarvan één door de erven Reijers in bruikleen is gegeven aan museum Beelden aan Zee.

## Beschrijving
Het monument bestaat uit een sculptuur van vaurion (Frans kalksteen) van een staande vrouwenfiguur met een opgerolde vlag, waarvan de stok op de grond rust. Het beeld staat op een gemetselde voetstuk, waarin aan de voorzijde een plaquette is geplaatst met in  reliëf de tekst: 

VOOR HEN
DIE
VIELEN

1940 - 1945